# Ulrich van Pommeren
Ulrich (Barth, 12 augustus 1589 – Pribbernow, 31 oktober 1622) was een Pommerse hertog uit de Greifendynastie. Van 1618 tot zijn dood in 1622 regeerde hij als protestants administrator van het bisdom Cammin. 

## Biografie
Ulrich was de jongste zoon van hertog Bogislaw XIII van Pommeren-Stettin en Clara van Brunswijk-Lüneburg. Toen zijn vader in 1606 overleed, kregen zijn vijf oudere broers elk een deel van Pommeren. Ulrich daarentegen kreeg alleen een jaarlijkse toelage van 5000 gulden. Ulrich studeerde aan de Universiteit van Rostock. In 1615 was hij samen met zijn broer George II aanwezig bij het Beleg van Brunswijk.
In 1618 overleed Ulrichs oudste broer Filips II, de regerende hertog van Pommeren-Stettin. Filips II werd opgevolgd door zijn broer Frans, die tot dat moment als protestants administrator van bisdom Cammin had geregeerd. Frans stond Cammin vervolgens af aan Ulrich. Daarnaast kreeg Ulrich het Amt Bütow van Frans. Ulrich gaf Bütow aan zijn broer Bogislaw XIV en kreeg daarvoor het Amt Neustettin in ruil terug. Ulrich koos Neustettin als zijn residentie en liet het kasteel in de stad uitbreiden en verbouwen.
Toen Bogislaw XIV in 1620 Frans opvolgde als hertog van Stettin, kreeg Ulrich het beheer over de Amten Rügenwalde en Bütow toegewezen.
Tijdens een jachtpartij in de omgeving van Stettin op 26 juli 1622 werd Ulrich plotseling ziek. Hij kreeg last van zwellingen en moest zijn reis naar Rügenwalde afbreken. Hij stierf op 31 oktober 1622 in Pribbernow, een klein dorp op de weg tussen Gollnow en Cammin.

## Huwelijk
Op 7 februari 1619 trouwde hij met Hedwig, een dochter van Hendrik Julius van Brunswijk-Wolfenbüttel. Hun huwelijk bleef kinderloos. Hedwig bleef tot haar dood in 1650 in Neustettin wonen.
- Gemeinsame Normdatei: 124612474
- Virtual International Authority File: 45239563
- WorldCat: E39PBJkxDw3QVdWh8tB6HbtMyd